# Главы Боснии и Герцеговины

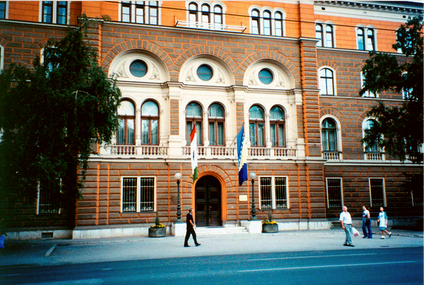
Здание Президентства Боснии и Герцеговины в Сараево

В списке представлены главы Боснии и Герцеговины (босн. и хорв. Bosna i Hercegovina, серб. Босна и Херцеговина), включая, во-первых, период её нахождения в составе Югославии (с 1943 года), во-вторых, в период межэтнического конфликта, последовавшего за провозглашением её независимости в 1992 году (включая глав самопровозглашённых и частично признанных государственных образований этого периода), и, в третьих,  оформившегося в 1996 году современного квази-федеративного государства (включая глав составляющих его энтитетов).
Формально государство представляет Председатель состоящего из трёх членов Президентства (босн. Predsjedavajući Predsjedništva Bosne i Hercegovine, серб. Предсједавајући Предсједништва Босне и Херцеговине, хорв. Predsjednik Predsjedništva Bosne i Hercegovine), которым становится член Президентства, набравший большее число голосов на сформировавших состав Президентства выборах, с последующей ротацией каждые 8 месяцев (принцип ротации был установлен в 1998 году, от лица с наибольшей поддержкой до лица с наименьшей, с неоднократным повтором цикла), что обеспечивает равенство трёх государствообразующих национальностей (босняков, сербов и хорватов).
Поскольку согласно Конституции Боснии и Герцеговины её коллективным высшим органом исполнительной власти является Президентство (босн. и хорв. Predsjedništvo Bosne i Hercegovine, серб. Предсједништво Босне и Херцеговине), на русском языке традиционно именуемое Президиумом, приведены также лица, входившие в этот орган с 1992 года (со времени провозглашения независимости).

## Правительство ЗАВНОБиГ (1943—1945)
Земельное антифашистское вече народного освобождения Боснии и Герцеговины (сербохорв. Земаљско антифашистичко вијеће народног ослобођења Босне и Херцеговине / Zemaljsko antifašističko vijeće narodnog oslobođenja Bosne i Hercegovine), сокращённо ЗАВНОБиГ, первое пленарное заседание которого состоялось 25 ноября 1943 года в Мрконич-Граде, провозгласило себя верховным, законодательным, представительским и исполнительным органом государственной власти Боснии и Герцеговины. В конце заседания был избран Президиум ЗАВНОБиГ с функциями правительства, под председательством Воислава Кецмановича.
|                       | Портрет | Имя                                                                                 | Начало полномочий | Конец полномочий | Партия                                       |
| --------------------- | ------- | ----------------------------------------------------------------------------------- | ----------------- | ---------------- | -------------------------------------------- |
| председатель ЗАВНОБиГ |         |                                                                                     |                   |                  |                                              |
| 1 (I)                 |         | Воислав Кецманович (1881—1961) сербохорв. Војислав Кецмановић / Vojislav Kecmanović | 25 ноября 1943    | 26 апреля 1945   | Коммунистическая партия Боснии и Герцеговины |

## В составе Демократической Федеративной Югославии (1945)
29 ноября 1943 года в боснийском городе Яйце на второй сессии Антифашистского вече народного освобождения Югославии было принято решение о строительстве после окончания Второй мировой войны демократического федеративного государства югославских народов под руководством Коммунистической партии Югославии. Были заложены основы федеративного устройства страны из 6 частей (Сербия, Хорватия, Босния и Герцеговина, Словения, Македония и Черногория).
7 марта 1945 года в Белграде было сформировано получившее международное признание временное правительство Демократической Федеративной Югославии. В составе Демократической Федеративной Югославии Босния и Герцеговина получила название Федеральное Государство Босния и Герцеговина (сербохорв. Федерална Држава Босна и Херцеговина / Federalna Država Bosna i Hercegovina).
На третьем заседании Земельного антифашистского вече народного освобождения Боснии и Герцеговины (ЗАВНОБиГ) 26 апреля 1945 года в Сараево ЗАВНОБиГ было преобразовано в Народную скупщину (парламент) Боснии и Герцеговины. В качестве руководящего органа был избран Президиум Народной скупщины во главе с президентом (сербохорв. Председник Президијума Народне скупштине / Predsjednik Prezidijuma Narodne skupštine).
29 ноября 1945 года Учредительная скупщина Югославии окончательно ликвидировала монархию и провозгласила Федеративную Народную Республику Югославия, с преобразованием федеральных государств в народные республики, в числе которых была и Народная Республика Босния и Герцеговина (официально это название было принято 2 декабря 1945 года.
|                                        | Портрет | Имя                                                                                 | Начало полномочий | Конец полномочий | Партия                                       |
| -------------------------------------- | ------- | ----------------------------------------------------------------------------------- | ----------------- | ---------------- | -------------------------------------------- |
| президент Президиума Народной скупщины |         |                                                                                     |                   |                  |                                              |
| 1 (II)                                 |         | Воислав Кецманович (1881—1961) сербохорв. Војислав Кецмановић / Vojislav Kecmanović | 26 апреля 1945    | 2 декабря 1945   | Коммунистическая партия Боснии и Герцеговины |

## В составе ФНРЮ (1945—1963)
После провозглашения 29 ноября 1945 года Учредительной скупщиной Федеративной Народной Республики Югославия входившие в состав Демократической Федеративной Югославии государства были преобразованы в народные республики, в числе которых была и Народная Республика Босния и Герцеговина (сербохорв. Народна Република Босна и Херцеговина / Narodna Republika Bosna i Hercegovina). Официально это название было принято 2 декабря 1945 года.
До марта 1953 года высшим должностным лицом народной республики был президент Президиума Народной скупщины (сербохорв. Председник Президијума Народне скупштине / Predsjednik Prezidijuma Narodne skupštine), позже — президент Народной скупщины (сербохорв. Председник Народне скупштине / Predsjednik Narodne skupštine).
|                                        | Портрет | Имя                                                                                 | Начало полномочий | Конец полномочий | Партия                                                                               |
| -------------------------------------- | ------- | ----------------------------------------------------------------------------------- | ----------------- | ---------------- | ------------------------------------------------------------------------------------ |
| президент Президиума Народной скупщины |         |                                                                                     |                   |                  |                                                                                      |
| 1 (II)                                 |         | Воислав Кецманович (1881—1961) сербохорв. Војислав Кецмановић / Vojislav Kecmanović | 2 декабря 1945    | ноябрь 1946      | Коммунистическая партия Боснии и Герцеговины                                         |
| 2 (I)                                  |         | Джюро Пуцар (1899—1979) сербохорв. Ђуро Пуцар / Đuro Pucar                          | ноябрь 1946       | сентябрь 1948    | Коммунистическая партия Боснии и Герцеговины                                         |
| 3 (I)                                  |         | генерал-майор Владо Шегрт (1907—1991) сербохорв. Владо Шегрт / Vlado Šegrt          | сентябрь 1948     | март 1953        | Коммунистическая партия Боснии и Герцеговины → Союз коммунистов Боснии и Герцеговины |
| президент Народной скупщины            |         |                                                                                     |                   |                  |                                                                                      |
| 3 (II)                                 |         | генерал-майор Владо Шегрт (1907—1991) сербохорв. Владо Шегрт / Vlado Šegrt          | март 1953         | декабрь 1953     | Союз коммунистов Боснии и Герцеговины                                                |
| 2 (II)                                 |         | Джюро Пуцар (1899—1979) сербохорв. Ђуро Пуцар / Đuro Pucar                          | декабрь 1953      | 7 апреля 1963    | Союз коммунистов Боснии и Герцеговины                                                |

## В составе СФРЮ (1963—1992)
Вступившая в силу 7 апреля 1963 года новая Конституция Югославии провозгласила страну социалистическим государством, в соответствии с чем его название было изменено на Социалистическая Федеративная Республика Югославия, а входившие в её состав республики получили название социалистических, включая Социалистическую Республику Босния и Герцеговина (сербохорв. Социјалистичка Република Босна и Херцеговина / Socijalistička Republika Bosna i Hercegovina).
В 1974 году вслед за федеральной Конституцией вступила в силу новая Конституция СР Боснии и Герцеговины. В мае 1974 года в Боснии и Герцеговине был образован внепарламентский высший коллегиальный орган управления — Президентство Социалистической Республики Босния и Герцеговина во главе с президентом Президентства (сербохорв. Председник Председништва Социјалистичке Републике Босна и Херцеговина / Predsednik Predsedništva Socijalističke Republike Bosna i Hercegovina).
18 ноября 1990 года в Боснии и Герцеговине состоялись первые многопартийные выборы, на которых, помимо депутатов Народной скупщины, был избран Президиум в составе 7 членов: по два от конституционных народов (босняков, сербов и хорватов) и одного от прочего населения. Хотя по результатам голосования Председателем Президиума был избран Фикрет Абдич, он (при невыясненных обстоятельствах) отказался от поста в пользу Алия Изетбеговича.
15 октября 1991 года мусульманские и хорватские депутаты Народной скупщины простым большинством голосов приняли Меморандум о суверенитете Боснии и Герцеговины (при необходимости квалифицированного, в 2/3 голосов, большинства по конституционным вопросам). В последующем это привело к провозглашению сербских и хорватских государственных образований и межэтнической войне в Боснии и Герцеговине. Непосредственным последствием стало проведение 29 февраля и 1 марта 1992 года прошедшего без участия сербов референдума, принёсшего победу сторонникам независимости республики, после чего 3 марта 1992 года была провозглашена независимость Республики Босния и Герцеговина (сербохорв. и босн. Република Босна и Херцеговина / Republika Bosna i Hercegovina), признанная 6 апреля 1992 года Европейским экономическим сообществом и США.
|                             | Портрет | Имя                                                                                   | Начало полномочий | Конец полномочий | Партия                                | Выборы |
| --------------------------- | ------- | ------------------------------------------------------------------------------------- | ----------------- | ---------------- | ------------------------------------- | ------ |
| президент Народной скупщины |         |                                                                                       |                   |                  |                                       |        |
| 2 (II)                      |         | Джюро Пуцар (1899—1979) сербохорв. Ђуро Пуцар / Đuro Pucar                            | 7 апреля 1963     | июнь 1963        | Союз коммунистов Боснии и Герцеговины |        |
| 4 (I)                       |         | Ратомир Дугонич (1916—1987) сербохорв. Ратко Дугоњић / Ratomir Dugonjić               | июнь 1963         | 1967             | Союз коммунистов Боснии и Герцеговины |        |
| 5                           |         | Джемал Биедич (1917—1977) сербохорв. Џемал Биједић / Džemal Bijedić                   | июнь 1963         | 1967             | Союз коммунистов Боснии и Герцеговины |        |
| 6                           |         | Хамдия Поздерац (1924—1988) сербохорв. Хамдија Поздерац / Hamdija Pozderac            | 1967              | май 1974         | Союз коммунистов Боснии и Герцеговины |        |
| президент Президентства     |         |                                                                                       |                   |                  |                                       |        |
| 4 (II)                      |         | Ратомир Дугонич (1916—1987) сербохорв. Ратко Дугоњић / Ratomir Dugonjić               | май 1974          | апрель 1978      | Союз коммунистов Боснии и Герцеговины |        |
| 7                           |         | Раиф Диздаревич (1926—) сербохорв. Раиф Диздаревић / Raif Dizdarević                  | апрель 1978       | апрель 1982      | Союз коммунистов Боснии и Герцеговины |        |
| 8                           |         | Бранко Микулич (1928—1994) сербохорв. Бранко Микулић / Branko Mikulić                 | апрель 1982       | 26 апреля 1984   | Союз коммунистов Боснии и Герцеговины |        |
| 9                           |         | Миланко Реновица (1928—2013) сербохорв. Миланко Реновица / Milanko Renovica           | 26 апреля 1984    | 26 апреля 1985   | Союз коммунистов Боснии и Герцеговины |        |
| 10                          |         | Мунир Месихович (1928—2016) сербохорв. Мунир Месиховић / Munir Mesihović              | 26 апреля 1985    | апрель 1987      | Союз коммунистов Боснии и Герцеговины |        |
| 11                          |         | Мато Андрич (1928—2015) сербохорв. Мато Андрић / Mato Andrić                          | апрель 1987       | апрель 1988      | Союз коммунистов Боснии и Герцеговины |        |
| 12                          |         | Никола Филипович (1928—) сербохорв. Никола Филиповић / Nikola Filipović               | апрель 1988       | апрель 1989      | Союз коммунистов Боснии и Герцеговины |        |
| 13                          |         | Обрад Пиляк (1933—2013) сербохорв. Обрад Пиљак / Obrad Piljak                         | апрель 1989       | 20 декабря 1990  | Союз коммунистов Боснии и Герцеговины |        |
| 14 (I)                      |         | Алия Изетбегович (1925—2003) босн. и сербохорв. Алија Изетбеговић / Alija Izetbegović | 20 декабря 1990   | 3 марта 1992     | Партия демократического действия      | 1990   |

### Состав коллегиального Президиума (1990—1992)
В отличие от других югославских республик, создавших в переходный к независимости период посты единоличного главы государства (президента), в Боснии и Герцеговине в силу её многонационального характера было сохранено коллегиальное управление в виде Президиума, избираемого по национальным квотам. На состоявшихся 18 ноября 1990 года первых многопартийных выборах оно было избрано в составе 7 членов: по два от босняков, сербов и хорватов и одного — от иных народов. Председателем Президиума стал босняк Алия Изетбегович.
|  | Портрет | Имя                                                                                   | Начало полномочий | Конец полномочий | Партия                                                      | Этнос     |
|  | ------- | ------------------------------------------------------------------------------------- | ----------------- | ---------------- | ----------------------------------------------------------- | --------- |
|  |         | Алия Изетбегович (1925—2003) босн. и сербохорв. Алија Изетбеговић / Alija Izetbegović | 20 декабря 1990   | 3 марта 1992     | Партия демократического действия                            | босняки   |
|  |         | Фикрет Абдич (1939—) босн. и сербохорв. Фикрет Абдић / Fikret Abdić                   | 20 декабря 1990   | 3 марта 1992     | Партия демократического действия                            | босняки   |
|  |         | Стьепан Клюич (1939—) босн. и сербохорв. Стjепан Кљуић / Stjepan Kljuić               | 20 декабря 1990   | 3 марта 1992     | Хорватское демократическое содружество Боснии и Герцеговины | хорваты   |
|  |         | Франьо Борас (1927—) босн. и сербохорв. Франjо Борас / Franjo Boras                   | 20 декабря 1990   | 3 марта 1992     | Хорватское демократическое содружество Боснии и Герцеговины | хорваты   |
|  |         | Биляна Плавшич (1930—) босн. и сербохорв. Биљана Плавшић / Biljana Plavšić            | 20 декабря 1990   | 3 марта 1992     | Сербская демократическая партия                             | сербы     |
|  |         | Никола Колевич (1936—1997) босн. и сербохорв. Никола Колjевич / Nikola Koljević       | 20 декабря 1990   | 3 марта 1992     | Сербская демократическая партия                             | сербы     |
|  |         | Эюп Ганич (1946—) босн. и сербохорв. Ејуп Ганић / Ejup Ganić                          | 20 декабря 1990   | 3 марта 1992     | Партия демократического действия                            | «югослав» |

## Распад Боснии и Герцеговины (1991—1996)
15 октября 1991 года мусульманские и хорватские депутаты Народной скупщины простым большинством голосов приняли Меморандум о суверенитете Боснии и Герцеговины (при необходимости квалифицированного, в 2/3 голосов, большинства по конституционным вопросам).
В ответ сербские депутаты объявили о бойкоте работы парламента, а 24 октября 1991 года была созвана Скупщина сербского народа в Боснии и Герцеговине (серб. Скупштина српског народа у Босни и Херцеговини), принявшая решение, что «сербский народ остаётся в совместном государстве Югославии с Сербией, Черногорией, Краиной, Славонией, Бараньей и Западным Сремом», подтверждённое проведённым 9 ноября 1991 года в сербских общинах референдумом. 9 января 1992 года была провозглашена Республика Сербского Народа Боснии и Герцеговины (серб. Република српског народа Босне и Херцеговине), 7 апреля 1992 года объявившая о независимости («от Боснии и Герцеговины, но не от Югославии»), а 12 августа 1992 года переименованная в Республику Сербскую (серб. Република Српска).
29 февраля и 1 марта 1992 года боснийский парламент организовал референдум, принёсший победу сторонникам независимости, после чего 3 марта 1992 года была провозглашена независимость Республики Босния и Герцеговина (босн. , серб. и хорв. Република Босна и Херцеговина / Republika Bosna i Hercegovina), признанная 6 апреля 1992 года Европейским экономическим сообществом и США.
18 ноября 1991 года Хорватское демократическое содружество Боснии и Герцеговины провозгласило Хорватское содружество Герцег-Босна (хорв. Hrvatske zajednice Herceg-Bosne) как отдельную «политическую, культурную, экономическую и территориальную целостность». 8 апреля 1992 года был создан Хорватский совет обороны (хорв. Hrvatsko Vijeće Obrane), исполнительный и военный орган Содружества, а 28 августа 1993 года — провозглашена Хорватская Республика Герцег-Босна (хорв. Hrvatska Republika Herceg-Bosna)
Распад Боснии и Герцеговины стал причиной крупного межэтнического конфликта первоначально с участием преимущественно мусульманской Армии Республики Босния и Герцеговина, Хорватского совета обороны и Вооружённых сил Республики Сербской, но вскоре вовлёкшего в себя соседние Сербию и Хорватию, а затем и международные силы.
18 марта 1994 года в соответствии с Вашингтонским соглашением была образована Федерация Боснии и Герцеговины, объединившая территории, удерживаемые хорватскими и боснийскими военными формированиями. Подписанное 14 декабря 1995 года в Париже Дейтонское соглашение остановило войну и стало началом интеграции Республики Сербской в Боснию и Герцеговину.

### Республика Босния и Герцеговина (1992—1996)
29 февраля и 1 марта 1992 года боснийский парламент организовал референдум, принёсший победу сторонникам независимости, после чего 3 марта 1992 года была провозглашена независимость Республики Босния и Герцеговина (сербохорв. и босн. Република Босна и Херцеговина / Republika Bosna i Hercegovina), признанная 6 апреля 1992 года Европейским экономическим сообществом и США.
На протяжении последовавшей вскоре войны в Боснии и Герцеговине республика оставалась единственной обладавшей международным признанием, а её центральный орган власти, коллегиальное Президентство Республики Босния и Герцеговина во главе с президентом Президентства (сербохорв. и босн. Председник Председништва Републике Босна и Херцеговина / Predsednik Predsedništva Republike Bosna i Hercegovina), являлось единственно легитимным на международной арене.
5 октября 1996 года Республика Босния и Герцеговина трансформировалась в состоящую из двух энтитетов квази-федеративную Боснию и Герцеговину.
|                         | Портрет | Имя                                                                                   | Начало полномочий | Конец полномочий | Партия                           |
| ----------------------- | ------- | ------------------------------------------------------------------------------------- | ----------------- | ---------------- | -------------------------------- |
| президент Президентства |         |                                                                                       |                   |                  |                                  |
| 14 (I)                  |         | Алия Изетбегович (1925—2003) босн. и сербохорв. Алија Изетбеговић / Alija Izetbegović | 3 марта 1992      | 5 октября 1996   | Партия демократического действия |

#### Состав коллегиального Президиума (1992—1996)
Состав Президиума, избранный на выборах 1990 года, неоднократно менялся, однако оставался многонациональным в соответствии с установленными квотами: по два члена от босняков, сербов и хорватов и одного от прочего населения.
В начале войны в Боснии и Герцеговине Президиум покинули сербские члены Биляна Плавшич и Никола Колевич и хорватский член Франьо Борас. Вскоре на их места были кооптированны следующие по количеству набранных на выборах голосов представители сербского населения Ненад Кецманович, Мирко Пеянович и представитель хорватского населения Иво Комшич. Вскоре Ненад Кецманович покинул Президиум, куда вместо него вошла Татьяна Люич-Миятович.
В ноябре 1992 года сложил с себя полномочия хорват Степан Клюич, отстранённый от руководства партией «Хорватское демократическое содружество Боснии и Герцеговины» и заменённый Миро Ласичем; однако в октябре 1993 года полномочия Степана Клюича были восстановлены в качестве представителя Республиканской партии.
После провозглашения в сентябре 1993 года Автономной области Западная Босния (босн. и сербохорв. Аутономна Покрајина Западна Босна / Autonomna Pokrajina Zapadna Bosna) её лидер Фикрет Абдич был отрешён от поста за неконституционную деятельность; его заместил Нияз Дуракович.
|  | Портрет | Имя                                                                                                 | Начало полномочий | Конец полномочий | Партия                                                      | Этнос     |
|  | ------- | --------------------------------------------------------------------------------------------------- | ----------------- | ---------------- | ----------------------------------------------------------- | --------- |
|  |         | Алия Изетбегович (1925—2003) босн. и сербохорв. Алија Изетбеговић / Alija Izetbegović               | 3 марта 1992      | 5 октября 1996   | Партия демократического действия                            | босняки   |
|  |         | Фикрет Абдич (1939—) босн. и сербохорв. Фикрет Абдић / Fikret Abdić                                 | 3 марта 1992      | 20 октября 1993  | Партия демократического действия                            | босняки   |
|  |         | Степан Клюич (1939—) босн. и сербохорв. Стjепан Кљуић / Stjepan Kljuić                              | 3 марта 1992      | 9 ноября 1992    | Хорватское демократическое содружество Боснии и Герцеговины | хорваты   |
|  |         | Франьо Борас (1927—) босн. и сербохорв. Франjо Борас / Franjo Boras                                 | 3 марта 1992      | 20 октября 1993  | Хорватское демократическое содружество Боснии и Герцеговины | хорваты   |
|  |         | Биляна Плавшич (1930—) босн. и сербохорв. Биљана Плавшић / Biljana Plavšić                          | 3 марта 1992      | 9 апреля 1992    | Сербская демократическая партия                             | сербы     |
|  |         | Никола Колевич (1936—1997) босн. и сербохорв. Никола Кољевич / Nikola Koljević                      | 3 марта 1992      | 9 апреля 1992    | Сербская демократическая партия                             | сербы     |
|  |         | Эюп Ганич (1946—) босн. и сербохорв. Ејуп Ганић / Ejup Ganić                                        | 3 марта 1992      | 5 октября 1996   | Партия демократического действия                            | «югослав» |
|  |         | Мирко Пеянович (1946—) босн. и сербохорв. Мирко Пејановић / Mirko Pejanović                         | 17 июня 1992      | 5 октября 1996   | Социал-демократическая партия Боснии и Герцеговины          | сербы     |
|  |         | Ненад Кецманович (1947—) босн. и сербохорв. Ненад Кецмановић / Nenad Kecmanović                     | 17 июня 1992      | 6 июля 1992      | Беспартийный                                                | сербы     |
|  |         | Татьяна Люич-Миятович (1941—) босн. и сербохорв. Татjана Љуjић-Миjатовић / Tatjana Ljujić-Mijatović | 24 декабря 1992   | 5 октября 1996   | Социал-демократическая партия Боснии и Герцеговины          | сербы     |
|  |         | Миро Ласич (?—?) босн. и сербохорв. Миро Ласић / Miro Lasić                                         | 24 декабря 1992   | 20 октября 1993  | Хорватское демократическое содружество Боснии и Герцеговины | хорваты   |
|  |         | Степан Клюич (1939—) босн. и сербохорв. Стjепан Кљуић / Stjepan Kljuić                              | 20 октября 1993   | 5 октября 1996   | Республиканская партия                                      | хорваты   |
|  |         | Иво Комшич (1948—) босн. и сербохорв. Иво Кошмић / Ivo Komšić                                       | 20 октября 1993   | 5 октября 1996   | Хорватская крестьянская партия Боснии и Герцеговины         | хорваты   |
|  |         | Нияз Дуракович (1949—2012) босн. и сербохорв. Нијаз Дураковић / Nijaz Duraković                     | 20 октября 1993   | 5 октября 1996   | Социал-демократическая партия Боснии и Герцеговины          | босняк    |

### Сербская государственность в Боснии и Герцеговине (1991—1996)
После того, как 15 октября 1991 года мусульманские и хорватские депутаты Народной скупщины приняли Меморандум о суверенитете Боснии и Герцеговины, сербские депутаты объявили о бойкоте работы парламента, а 24 октября 1991 года была созвана Скупщина сербского народа в Боснии и Герцеговине (серб. Скупштина српског народа у Босни и Херцеговини), принявшая решение, что «сербский народ остаётся в совместном государстве Югославии с Сербией, Черногорией, Краиной, Славонией, Бараньей и Западным Сремом».
9 ноября 1991 года это решение было подтверждено проведённым в сербских общинах референдумом сербского народа в Боснии и Герцеговине. Главой формирующейся сербской государственности в этот период являлся президент Скупщины.
|                                                            | Портрет | Имя                                                                     | Начало полномочий | Конец полномочий | Партия                          |
| ---------------------------------------------------------- | ------- | ----------------------------------------------------------------------- | ----------------- | ---------------- | ------------------------------- |
| президент Скупщины сербского народа в Боснии и Герцеговине |         |                                                                         |                   |                  |                                 |
| С1                                                         |         | Момчило Краишник (1945—2020) серб. Момчило Крајишник / Momčilo Kraišnik | 24 октября 1991   | 9 января 1992    | Сербская демократическая партия |

#### Республика Сербского Народа Боснии и Герцеговины (1992)
9 января 1992 года была провозглашена Республика Сербского Народа Боснии и Герцеговины (серб. Република српског народа Босне и Херцеговине), 7 апреля 1992 года объявившая о независимости («от Боснии и Герцеговины, но не от Югославии»). После принятия 28 февраля 1992 года Конституции республики было создано коллегиальное Президентство во главе с президентом Президентства (серб. Председник Председништва). Первоначально его обязанности исполняли оба сербских члена Президентства Боснии и Герцеговины, впоследствии — избранный на этот пост Радован Караджич.
12 августа 1992 года республика была переименована в Республику Сербскую.
|                                                            | Портрет | Имя                                                                     | Начало полномочий | Конец полномочий | Партия                          |
| ---------------------------------------------------------- | ------- | ----------------------------------------------------------------------- | ----------------- | ---------------- | ------------------------------- |
| президент Скупщины сербского народа в Боснии и Герцеговине |         |                                                                         |                   |                  |                                 |
| С1                                                         |         | Момчило Краишник (1945—2020) серб. Момчило Крајишник / Momčilo Kraišnik | 9 января 1992     | 28 февраля 1992  | Сербская демократическая партия |
| президенты Президентства                                   |         |                                                                         |                   |                  |                                 |
| и. о.                                                      |         | Биляна Плавшич (1930—) серб. Биљана Плавшић / Biljana Plavšić           | 28 февраля 1992   | 12 мая 1992      | Сербская демократическая партия |
| и. о.                                                      |         | Никола Колевич (1936—1997) серб. Никола Кољевич / Nikola Koljević       | 28 февраля 1992   | 12 мая 1992      | Сербская демократическая партия |
| С2                                                         |         | Радован Караджич (1945—) серб. Радован Караџић, Radovan Karadžić        | 12 мая 1992       | 12 августа 1992  | Сербская демократическая партия |

#### Республика Сербская (1992—1996)
12 августа 1992 года Республика Сербского Народа Боснии и Герцеговины была переименована в Республику Сербскую (серб. Република Српска). 17 декабря 1992 года в качестве главы государства вместо коллегиального Президентства был установлен пост президента республики (серб. Предсједник Републике Српске).
5 октября 1996 года Республика Сербская была интегрирована как энтитет в квази-федеративную Боснию и Герцеговину.
|                         | Портрет | Имя                                                              | Начало полномочий | Конец полномочий | Партия                          | Выборы |
| ----------------------- | ------- | ---------------------------------------------------------------- | ----------------- | ---------------- | ------------------------------- | ------ |
| Президент Президентства |         |                                                                  |                   |                  |                                 |        |
| (С2)                    |         | Радован Караджич (1945—) серб. Радован Караџић, Radovan Karadžić | 12 августа 1992   | 17 декабря 1992  | Сербская демократическая партия |        |
| Президент               |         |                                                                  |                   |                  |                                 |        |
| (С2)                    |         | Радован Караджич (1945—) серб. Радован Караџић, Radovan Karadžić | 17 декабря 1992   | 19 июля 1996     | Сербская демократическая партия |        |
| С3                      |         | Биляна Плавшич (1930—) серб. Биљана Плавшић / Biljana Plavšić    | 19 июля 1996      | 5 октября 1996   | Сербская демократическая партия | 1996   |

### Хорватская государственность в Боснии и Герцеговине (1991—1996)
Созданное в 1991 году Хорватское содружество Герцег-Босна, трансформированное в 1993 году в Хорватскую Республику Герцег-Босна, в программных документах или законодательных актах не ставило целью разделение Боснии и Герцеговины, в целом выступая за формирование федерации трёх республик по одной на каждый государствообразующий народ (сербов, хорватов и боснийцев).

#### Хорватское содружество Герцег-Босна (1991—1993)
18 ноября 1991 года партия Хорватское демократическое содружество Боснии и Герцеговины провозгласила Хорватское содружество Герцег-Босна (хорв. Hrvatske zajednice Herceg-Bosne) как отдельную «политическую, культурную, экономическую и территориальную целостность». Президентом Содружества (хорв. Predsjednik Hrvatske zajednice Herceg-Bosne) стал лидер партии Мате Бобан. 8 апреля 1992 года, на следующий день после провозглашения независимости Республики Сербского Народа Боснии и Герцеговины, был создан Хорватский совет обороны (хорв. Hrvatsko Vijeće Obrane), исполнительный и военный орган Содружества.
28 августа 1993 года Содружество было трансформировано в Хорватскую Республику Герцег-Босна.
|                                                | Портрет | Имя                                     | Начало полномочий | Конец полномочий | Партия                                                      |
| ---------------------------------------------- | ------- | --------------------------------------- | ----------------- | ---------------- | ----------------------------------------------------------- |
| Президент Хорватского содружества Герцег-Босна |         |                                         |                   |                  |                                                             |
| Х1                                             |         | Мате Бобан (1940—1997) хорв. Mate Boban | 18 ноября 1991    | 28 августа 1993  | Хорватское демократическое содружество Боснии и Герцеговины |

#### Хорватская Республика Герцег-Босна (1993—1996)
28 августа 1993 года провозглашена Хорватская Республика Герцег-Босна (хорв. Hrvatska Republika Herceg-Bosna), её первым президентом (хорв. Predsjednik) стал Мате Бобан.
18 марта 1994 года было подписано Вашингтонское соглашение о прекращении огня между Герцег-Босной и Республикой Босния и Герцеговина, по которому на контролируемых сторонами территориях создавалась Федерация Боснии и Герцеговины, состоящая из 10 кантонов, организованных так, чтобы предотвратить преимущество какой-либо этнической группы. Полностью полномочия правительства республики были переданы Федерации 15 августа 1996 года, а 17 декабря 1996 года республика была формально расформирована.
|           | Портрет | Имя                                         | Начало полномочий | Конец полномочий | Партия                                                      |
| --------- | ------- | ------------------------------------------- | ----------------- | ---------------- | ----------------------------------------------------------- |
| Президент |         |                                             |                   |                  |                                                             |
| Х1        |         | Мате Бобан (1940—1997) хорв. Mate Boban     | 28 августа 1993   | 16 февраля 1994  | Хорватское демократическое содружество Боснии и Герцеговины |
| Х2        |         | Крешимир Зубак (1947—) хорв. Krešimir Zubak | 16 февраля 1994   | 17 декабря 1996  | Хорватское демократическое содружество Боснии и Герцеговины |

### Западная Босния (1993—1995)
Автономная область Западная Босния (босн. и сербохорв. Аутономна Покрајина Западна Босна / Autonomna Pokrajina Zapadna Bosna) была провозглашена 27 сентября 1993 года в объявленном её столицей городе Велика-Кладуша мусульманами во главе с Фикретом Абдичем, выступающими за сохранение Югославии и против правительства Алии Изетбеговича. 21 августа 1994 года её территория была занята Армией Республики Босния и Герцеговина, однако позже освобождена, что позволило 17 декабря 1994 года повторно провозгласить автономию области, а 26 июля 1995 года создать независимую Республику Западная Босния (босн. и сербохорв. Република Западна Босна / Republika Zapadna Bosna). Вскоре, 7 августа 1995 года, в ходе операции «Буря», проведённой совместно армиями Боснии и Герцеговины и Хорватии, Западная Босния была ликвидирована, как и союзная ей Сербская Краина.
Главой как автономии, так и республики являлся Президент (сербохорв. и босн. Председник / Predsednik).
| | Портрет | Имя                                                                 | Начало полномочий | Конец полномочий | Партия                        |
| --- | ------- | ------------------------------------------------------------------- | ----------------- | ---------------- | ----------------------------- |
| Президент автономной области                                                                                  |         |                                                                     |                   |                  |                               |
| |         | Фикрет Абдич (1939—) босн. и сербохорв. Фикрет Абдић / Fikret Abdić | 27 сентября 1993  | 21 августа 1994  | Демократический народный союз |
| с 21 августа 1994 года до 17 декабря 1994 года территория под контролем Армии Республики Босния и Герцеговина |         |                                                                     |                   |                  |                               |
| |         | Фикрет Абдич (1939—) босн. и сербохорв. Фикрет Абдић / Fikret Abdić | 17 декабря 1994   | 26 июля 1995     | Демократический народный союз |
| Президент |         |                                                                     |                   |                  |                               |
| |         | Фикрет Абдич (1939—) босн. и сербохорв. Фикрет Абдић / Fikret Abdić | 26 июля 1995      | 7 августа 1995   | Демократический народный союз |

### Федерация Боснии и Герцеговины (1994—1996)
18 марта 1994 года было подписано Вашингтонское соглашение о прекращении огня между Хорватской Республикой Герцег-Босна и Республикой Босния и Герцеговина, по которому на контролируемой сторонами территории создавалась Федерация Боснии и Герцеговины (босн. и хорв. Federacija Bosne i Hercegovine, серб. Федерација Босне и Херцеговине), состоящая из 10 кантонов, организованных так, чтобы предотвратить преимущество какой-либо этнической группы.
30 марта 1994 года Учредительной скупщиной Федерации была утверждена её конституция, а 31 мая 1994 года — избраны президент (босн. и хорв. Predsjednik Federacije Bosne i Hercegovine), вице-президент (босн. и хорв. Potpredsjednik Federacije Bosne i Hercegovine) и глава правительства (босн. Premijer Federacije Bosne i Hercegovine, хорв. Predsjednik Vlade Federacije Bosne i Hercegovine) Федерации. 24 июня 1994 года её официальными языками были признаны боснийский, хорватский и сербский языки.
Полностью полномочия правительства Герцег-Босны были переданы Федерации 15 августа 1996 года, а сама Герцег-Босна формально расформирована 17 декабря 1996 года, при этом государственные органы второго участника соглашения, Республики Босния и Герцеговина, до 5 октября 1996 года сохраняли за собой международное признание для представления Боснии и Герцеговины в границах, существовавших до распада Югославии.
5 октября 1996 года Федерация Боснии и Герцеговины была интегрирована как энтитет в квази-федеративную Боснию и Герцеговину.
|           | Портрет | Имя                                                                       | Начало полномочий | Конец полномочий | Партия                                                      |
| --------- | ------- | ------------------------------------------------------------------------- | ----------------- | ---------------- | ----------------------------------------------------------- |
| Президент |         |                                                                           |                   |                  |                                                             |
| Ф1        |         | Крешимир Зубак (1947—) босн. и хорв. Krešimir Zubak, серб. Крешимир Зубак | 31 мая 1994       | 5 октября 1996   | Хорватское демократическое содружество Боснии и Герцеговины |

## Босния и Герцеговина (с 1996)
Современная Босния и Герцеговина (босн. и хорв. Bosna i Hercegovina, серб. Босна и Херцеговина) является результатом Дейтонских соглашений (согласованных 21 ноября 1995 года на военной базе США в Дейтоне, штат Огайо, и подписанных 14 декабря 1995 года в Париже президентами Боснии и Герцеговины Алиёй Изетбеговичем, Сербии Слободаном Милошевичем и Хорватии Франьо Туджманом), завершивших межэтническую войну, и является правопреемником Республики Босния и Герцеговина.
Согласно конституции, принятой как приложение к этим соглашениям, Босния и Герцеговина состоит из Федерации Боснии и Герцеговины и Республики Сербской, а также находящегося под международным надзором округа Брчко.
Коллективным высшим органом исполнительной власти Боснии и Герцеговины, является Президентство (босн. и хорв. Predsjedništvo Bosne i Hercegovine, серб. Предсједништво Босне и Херцеговине), на русском языке традиционно именуемое Президиумом. Согласно V статье конституции, Президентство состоит из трёх членов, избираемых одновременно на четыре года (до 2000 года — на два года):
- Один босняк и один хорват — от Федерации Боснии и Герцеговины;
- Один серб — от Республики Сербской.

### Председатели Президентства Боснии и Герцеговины (с 1996)
Возглавляет Президентство Председатель (босн. и хорв. Predsjedavajući Predsjedništva Bosne i Hercegovine, серб. Предсједавајући Предсједништва Босне и Херцеговине), которым после выборов становится член Президентства, набравший наибольшее число голосов, с последующей ротацией каждые 8 месяцев, что обеспечивает равенство национальностей (принцип ротации был установлен в 1998 году). Решения Президентства принимаются большинством голосов, однако каждый его член имеет право вето, для чего он должен в 3-х дневный срок передать своё мнение по спорному вопросу на рассмотрение парламента представляемой им республики и получить там поддержку 2/3 депутатов.
Первый состав Президентства был избран в ходе выборов, прошедших 14 сентября 1996 года, и приступил к работе 5 октября 1996 года.
|           | Портрет | Имя                                                                                   | Начало полномочий | Конец полномочий | Партия                                                      | Выборы | Этнос  |
| --------- | ------- | ------------------------------------------------------------------------------------- | ----------------- | ---------------- | ----------------------------------------------------------- | ------ | ------ |
| 14 (II)   |         | Алия Изетбегович (1925—2003) босн. и хорв. Alija Izetbegović, серб. Алија Изетбеговић | 5 октября 1996    | 13 октября 1998  | Партия демократического действия                            | 1996   | босняк |
| 15 (I)    |         | Живко Радишич (1937—2021) босн. и хорв. Živko Radišić, серб. Живко Радишић            | 13 октября 1998   | 15 июня 1999     | Социалистическая партия                                     | 1998   | серб   |
| 16 (I)    |         | Анте Елавич (1963—) босн. и хорв. Ante Jelavić, серб. Анте Jeлавић                    | 15 июня 1999      | 14 февраля 2000  | Хорватское демократическое содружество Боснии и Герцеговины | 1998   | хорват |
| 14 (III)  |         | Алия Изетбегович (1925—2003) босн. и хорв. Alija Izetbegović, серб. Алија Изетбеговић | 14 февраля 2000   | 14 октября 2000  | Партия демократического действия                            | 1998   | босняк |
| 15 (II)   |         | Живко Радишич (1937—2021) босн. и хорв. Živko Radišić, серб. Живко Радишић            | 14 октября 2000   | 14 июня 2001     | Социалистическая партия                                     | 1998   | серб   |
| 17        |         | Йозо Крижанович (1944—2009) босн. и хорв. Jozo Križanović, серб. Jозо Крижановић      | 14 июня 2001      | 14 февраля 2002  | Социал-демократическая партия Боснии и Герцеговины          | 1998   | хорват |
| 18        |         | Бериз Белкич (1946—2023) босн. и хорв. Beriz Belkić, серб. Бериз Белкић               | 14 февраля 2002   | 28 октября 2002  | За Боснию и Герцеговину                                     | 1998   | босняк |
| 19        |         | Мирко Шарович (1956—) босн. и хорв. Mirko Šarović, серб. Мирко Шаровић                | 28 октября 2002   | 2 апреля 2003    | Сербская демократическая партия                             | 2002   | серб   |
| и. о.     |         | Драган Чович (1956—) босн. и хорв. Dragan Čović, серб. Драган Човић                   | 2 апреля 2003     | 10 апреля 2003   | Хорватское демократическое содружество Боснии и Герцеговины | 2002   | хорват |
| 20 (I)    |         | Борислав Паравац (1943—) босн. и хорв. Borislav Paravac, серб. Борислав Паравац       | 10 апреля 2003    | 27 июня 2003     | Сербская демократическая партия                             | 2002   | серб   |
| 21 (I)    |         | Драган Чович (1956—) босн. и хорв. Dragan Čović, серб. Драган Човић                   | 27 июня 2003      | 28 февраля 2004  | Хорватское демократическое содружество Боснии и Герцеговины | 2002   | хорват |
| 22 (I)    |         | Сулейман Тихич (1951—2014) босн. и хорв. Sulejman Tihić, серб. Сулејман Тихић         | 28 февраля 2004   | 28 октября 2004  | Партия демократического действия                            | 2002   | босняк |
| 20 (II)   |         | Борислав Паравац (1943—) босн. и хорв. Borislav Paravac, серб. Борислав Паравац       | 28 октября 2004   | 28 июня 2005     | Сербская демократическая партия                             | 2002   | серб   |
| 23        |         | Миро Иво Йович (1950—) босн. и хорв. Ivo Miro Jović, серб. Иво Миро Joвић             | 28 июня 2005      | 28 февраля 2006  | Хорватское демократическое содружество Боснии и Герцеговины | 2002   | хорват |
| 22 (II)   |         | Сулейман Тихич (1951—2014) босн. и хорв. Sulejman Tihić, серб. Сулејман Тихић         | 28 февраля 2006   | 6 ноября 2006    | Партия демократического действия                            | 2002   | босняк |
| 24 (I)    |         | Небойша Радманович (1949—) босн. и хорв. Nebojša Radmanović, серб. Небојша Радмановић | 6 ноября 2006     | 6 июля 2007      | Союз независимых социал-демократов                          | 2006   | серб   |
| 25 (I)    |         | Желько Комшич (1964—) босн. и хорв. Željko Komšić, серб. Жељко Комшић                 | 6 июля 2007       | 6 марта 2008     | Социал-демократическая партия Боснии и Герцеговины          | 2006   | хорват |
| 26 (I)    |         | Харис Силайджич (1945—) босн. и хорв. Haris Silajdžić, серб. Харис Силаjџић           | 6 марта 2008      | 6 ноября 2008    | За Боснию и Герцеговину                                     | 2006   | босняк |
| 24 (II)   |         | Небойша Радманович (1949—) босн. и хорв. Nebojša Radmanović, серб. Небојша Радмановић | 6 ноября 2008     | 6 июля 2009      | Союз независимых социал-демократов                          | 2006   | серб   |
| 25 (II)   |         | Желько Комшич (1964—) босн. и хорв. Željko Komšić, серб. Жељко Комшић                 | 6 июля 2009       | 6 марта 2010     | Социал-демократическая партия Боснии и Герцеговины          | 2006   | хорват |
| 26 (II)   |         | Харис Силайджич (1945—) босн. и хорв. Haris Silajdžić, серб. Харис Силаjџић           | 6 марта 2010      | 10 ноября 2010   | За Боснию и Герцеговину                                     | 2006   | босняк |
| 24 (III)  |         | Небойша Радманович (1949—) босн. и хорв. Nebojša Radmanović, серб. Небојша Радмановић | 10 ноября 2010    | 10 июля 2011     | Союз независимых социал-демократов                          | 2010   | серб   |
| 25 (III)  |         | Желько Комшич (1964—) босн. и хорв. Željko Komšić, серб. Жељко Комшић                 | 10 июля 2011      | 10 марта 2012    | Социал-демократическая партия Боснии и Герцеговины          | 2010   | хорват |
| 26 (I)    |         | Бакир Изетбегович (1956—) босн. и хорв. Bakir Izetbegović, серб. Бакир Изетбеговић    | 10 марта 2012     | 10 ноября 2012   | Партия демократического действия                            | 2010   | босняк |
| 24 (IV)   |         | Небойша Радманович (1949—) босн. и хорв. Nebojša Radmanović, серб. Небојша Радмановић | 10 ноября 2012    | 10 июля 2017     | Союз независимых социал-демократов                          | 2010   | серб   |
| 25 (IV)   |         | Желько Комшич (1964—) босн. и хорв. Željko Komšić, серб. Жељко Комшић                 | 10 июля 2013      | 10 марта 2014    | Демократический фронт                                       | 2010   | хорват |
| 26 (II)   |         | Бакир Изетбегович (1956—) босн. и хорв. Bakir Izetbegović, серб. Бакир Изетбеговић    | 10 марта 2014     | 17 ноября 2014   | Партия демократического действия                            | 2010   | босняк |
| 27 (I)    |         | Младен Иванич (1958—) босн. и хорв. Mladen Ivanić, серб. Младен Иванић                | 17 ноября 2014    | 17 июля 2015     | Партия демократического прогресса                           | 2014   | серб   |
| 21 (II)   |         | Драган Чович (1956—) босн. и хорв. Dragan Čović, серб. Драган Човић                   | 17 июля 2015      | 17 марта 2016    | Хорватское демократическое содружество Боснии и Герцеговины | 2014   | хорват |
| 26 (III)  |         | Бакир Изетбегович (1956—) босн. и хорв. Bakir Izetbegović, серб. Бакир Изетбеговић    | 17 марта 2016     | 17 ноября 2016   | Партия демократического действия                            | 2014   | босняк |
| 27 (II)   |         | Младен Иванич (1958—) босн. и хорв. Mladen Ivanić, серб. Младен Иванић                | 17 ноября 2016    | 17 июля 2017     | Партия демократического прогресса                           | 2014   | серб   |
| 21 (III)  |         | Драган Чович (1956—) босн. и хорв. Dragan Čović, серб. Драган Човић                   | 17 июля 2017      | 17 марта 2018    | Хорватское демократическое содружество Боснии и Герцеговины | 2014   | хорват |
| 26 (IV)   |         | Бакир Изетбегович (1956—) босн. и хорв. Bakir Izetbegović, серб. Бакир Изетбеговић    | 17 марта 2018     | 20 ноября 2018   | Партия демократического действия                            | 2014   | босняк |
| 28 (I)    |         | Милорад Додик (1959—) серб. Милорад Додик                                             | 20 ноября 2018    | 20 июля 2019     | Союз независимых социал-демократов                          | 2018   | серб   |
| 25 (V)    |         | Желько Комшич (1964—) босн. и хорв. Željko Komšić, серб. Жељко Комшић                 | 20 июля 2019      | 20 марта 2020    | Демократический фронт                                       | 2018   | хорват |
| 29 (I)    |         | Шефик Джаферович (1957—) босн. Šefik Džaferović                                       | 20 марта 2020     | 20 ноября 2020   | Партия демократического действия                            | 2018   | босняк |
| 28 (II)   |         | Милорад Додик (1959—) серб. Милорад Додик                                             | 20 ноября 2020    | 20 июля 2021     | Союз независимых социал-демократов                          | 2018   | серб   |
| 25 (VI)   |         | Желько Комшич (1964—) босн. и хорв. Željko Komšić, серб. Жељко Комшић                 | 20 июля 2021      | 20 марта 2022    | Демократический фронт                                       | 2018   | хорват |
| 29 (II)   |         | Шефик Джаферович (1957—) босн. Šefik Džaferović                                       | 20 марта 2022     | 16 ноября 2022   | Партия демократического действия                            | 2018   | босняк |
| 30 (I)    |         | Желька Цвиянович (1967—) серб. Жељка Цвијановић                                       | 16 ноября 2022    | 16 июля 2023     | Союз независимых социал-демократов                          | 2022   | сербка |
| 25 (VII)  |         | Желько Комшич (1964—) босн. и хорв. Željko Komšić, серб. Жељко Комшић                 | 16 июля 2023      | 16 марта 2024    | Демократический фронт                                       | 2022   | хорват |
| 31        |         | Денис Бечирович (1975—) босн. Denis Bećirović                                         | 16 марта 2024     | 16 ноября 2024   | Социал-демократическая партия Боснии и Герцеговины          | 2022   | босняк |
| 30 (II)   |         | Желька Цвиянович (1967—) серб. Жељка Цвијановић                                       | 16 ноября 2024    | 16 июля 2025     | Союз независимых социал-демократов                          | 2022   | сербка |
| 25 (VIII) |         | Желько Комшич (1964—) босн. и хорв. Željko Komšić, серб. Жељко Комшић                 | 16 июля 2025      | действующий      | Демократический фронт                                       | 2022   | хорват |

### Члены коллегиального Президентства Боснии и Герцеговины (с 1996)
Коллективным высшим органом исполнительной власти Боснии и Герцеговины, является Президентство (босн. и хорв. Predsjedništvo Bosne i Hercegovine, серб. Предсједништво Босне и Херцеговине), на русском языке традиционно именуемое Президиумом. Согласно V статье конституции, Президентство состоит из трёх членов, избираемых одновременно на четыре года (до 2000 года — на два года):
- Один босняк и один хорват — от Федерации Боснии и Герцеговины;
- Один серб — от Республики Сербской.

Верховный представитель по Боснии и Герцеговине (англ. High Representative for Bosnia and Herzegovina), обеспечивающий выполнение Дейтонских соглашений, полномочия которого были определены в 1997—1998 годах Советом по выполнению Мирного соглашения (англ. Peace Implementation Council), обладает правом отрешать от должности любое должностное лицо Боснии и Герцеговины, включая членов Президентства, за деятельность, противоречащую мирному соглашению. Верховные представители неоднократно использовали это право. Вакансии, образовавшиеся при этом, как и в других случаях, замещались лицами, избранными Парламентской ассамблеей Боснии и Герцеговины.
Так, 7 марта 2001 года был отстранён хорват Анте Елавич, замещённый Йозо Крижановичем. 9 мая 2005 года были прекращены полномочия Драгана Човича, замещённого Миро Иво Йовичем.

#### Члены Президентства от босняков (с 1996)
|                 | Портрет         | Имя                                                  | Начало полномочий              | Конец полномочий | Партия                                             | Выборы                         |
| --------------- | --------------- | ---------------------------------------------------- | ------------------------------ | ---------------- | -------------------------------------------------- | ------------------------------ |
|                 |                 | Алия Изетбегович (1925—2003) босн. Alija Izetbegović | 5 октября 1996                 | 13 октября 1998  | Партия демократического действия                   | 1996 730,592 голосов (31,6 %)  |
| 13 октября 1998 | 14 октября 2000 | Алия Изетбегович (1925—2003) босн. Alija Izetbegović | 1998 511,541 голосов (30,4 %)  |                  | Партия демократического действия                   |                                |
|                 |                 | Халид Геньяц (1958—) босн. Halid Genjac              | 14 октября 2000                | 30 января 2001   | Партия демократического действия                   | [ 34 ]                         |
|                 |                 | Бериз Белкич (1946—2023) босн. Beriz Belkić          | 30 января 2001                 | 28 октября 2002  | За Боснию и Герцеговину                            | [ 34 ]                         |
|                 |                 | Сулейман Тихич (1951—2014) босн. Sulejman Tihić      | 28 октября 2002                | 6 ноября 2006    | Партия демократического действия                   | 2002 192,661 голосов (15,9 %)  |
|                 |                 | Харис Силайджич (1945—) босн. Haris Silajdžić        | 6 ноября 2006                  | 10 ноября 2010   | За Боснию и Герцеговину                            | 2006 350,520 голосов (62,8 %)  |
|                 |                 | Бакир Изетбегович (1956—) босн. Bakir Izetbegović    | 10 ноября 2010                 | 17 ноября 2014   | Партия демократического действия                   | 2010 162,831 голосов (34,86 %) |
| 17 ноября 2014  | 20 ноября 2018  | Бакир Изетбегович (1956—) босн. Bakir Izetbegović    | 2014 247,235 голосов (32.87 %) |                  | Партия демократического действия                   |                                |
|                 |                 | Шефик Джаферович (1957—) босн. Šefik Džaferović      | 20 ноября 2018                 | 16 ноября 2022   | Партия демократического действия                   | 2018 212,581 голосов (36,61 %) |
|                 |                 | Денис Бечирович (1975—) босн. Denis Bećirović        | 16 ноября 2022                 | действующий      | Социал-демократическая партия Боснии и Герцеговины | 2022 330,238 голосов (57.37 %) |

#### Члены Президентства от сербов (с 1996)
|                | Портрет        | Имя                                                  | Начало полномочий              | Конец полномочий | Партия                             | Выборы                         |
| -------------- | -------------- | ---------------------------------------------------- | ------------------------------ | ---------------- | ---------------------------------- | ------------------------------ |
|                |                | Момчило Краишник (1945—2020) серб. Момчило Крајишник | 5 октября 1996                 | 13 октября 1998  | Сербская демократическая партия    | 1996 690,646 голосов (29,9 %)  |
|                |                | Живко Радишич (1937—2021) серб. Живко Радишић        | 13 октября 1998                | 28 октября 2002  | Социалистическая партия            | 1998 359,937 голосов (21,4 %)  |
|                |                | Мирко Шарович (1956—) серб. Мирко Шаровић            | 28 октября 2002                | 2 апреля 2003    | Сербская демократическая партия    | 2002 180,212 голосов (14,9 %)  |
|                |                | Борислав Паравац (1943—) серб. Борислав Паравац      | 2 апреля 2003                  | 6 ноября 2006    | Сербская демократическая партия    | [ 34 ]                         |
|                |                | Небойша Радманович (1949—) серб. Небојша Радмановић  | 6 ноября 2006                  | 10 ноября 2010   | Союз независимых социал-демократов | 2006 287,675 голосов (53,3 %)  |
| 10 ноября 2010 | 17 ноября 2014 | Небойша Радманович (1949—) серб. Небојша Радмановић  | 2010 295,629 голосов (48,92 %) |                  | Союз независимых социал-демократов |                                |
|                |                | Младен Иванич (1958—) серб. Младен Иванић            | 17 ноября 2014                 | 20 ноября 2018   | Партия демократического прогресса  | 2014 318,196 голосов (48,71 %) |
|                |                | Милорад Додик (1959—) серб. Милорад Додик            | 20 ноября 2018                 | 16 ноября 2022   | Союз независимых социал-демократов | 2018 368,210 голосов (53.88 %) |
|                |                | Желька Цвиянович (1967—) серб. Жељка Цвијановић      | 16 ноября 2022                 | действующий      | Союз независимых социал-демократов | 2022 327,720 голосов (51.65 %) |

#### Члены Президентства от хорватов (с 1996)
|                | Портрет        | Имя                                               | Начало полномочий              | Конец полномочий      | Партия                                                      | Выборы                         |
| -------------- | -------------- | ------------------------------------------------- | ------------------------------ | --------------------- | ----------------------------------------------------------- | ------------------------------ |
|                |                | Крешимир Зубак (1947—) хорв. Krešimir Zubak       | 5 октября 1996                 | 13 октября 1998       | Хорватское демократическое содружество Боснии и Герцеговины | 1996 330,477 голосов (14,3 %)  |
|                |                | Анте Елавич (1963—) хорв. Ante Jelavić            | 13 октября 1998                | 7 марта 2001          | Хорватское демократическое содружество Боснии и Герцеговины | 1998 189,438 голосов (11,3 %)  |
|                |                | Йозо Крижанович (1944—2009) хорв. Jozo Križanović | 7 марта 2001                   | 5 октября 2002        | Социал-демократическая партия Боснии и Герцеговины          | [ 34 ]                         |
|                |                | Драган Чович (1956—) хорв. Dragan Čović           | 5 октября 2002                 | 9 мая 2005            | Хорватское демократическое содружество Боснии и Герцеговины | 2002 114,606 голосов (9,5 %)   |
|                |                | Миро Иво Йович (1950—) хорв. Ivo Miro Jović       | 9 мая 2005                     | 6 ноября 2006         | Хорватское демократическое содружество Боснии и Герцеговины | [ 34 ]                         |
|                |                | Желько Комшич (1964—) хорв. Željko Komšić         | 6 ноября 2006                  | 10 ноября 2010        | Социал-демократическая партия Боснии и Герцеговины          | 2006 116,062 голосов (40,0 %)  |
|                | независимый    | Желько Комшич (1964—) хорв. Željko Komšić         | 6 ноября 2006                  | 10 ноября 2010        |                                                             | 2006 116,062 голосов (40,0 %)  |
| 10 ноября 2010 | 17 ноября 2014 | Желько Комшич (1964—) хорв. Željko Komšić         | 2010 337,065 голосов (60,61 %) |                       |                                                             |                                |
| 10 ноября 2010 | 17 ноября 2014 | Желько Комшич (1964—) хорв. Željko Komšić         | 2010 337,065 голосов (60,61 %) | Демократический фронт |                                                             |                                |
|                |                | Драган Чович (1956—) хорв. Dragan Čović           | 17 ноября 2014                 | 20 ноября 2018        | Хорватское демократическое содружество Боснии и Герцеговины | 2014 128,053 голосов (52,2 %)  |
|                |                | Желько Комшич (1964—) хорв. Željko Komšić         | 20 ноября 2018                 | 16 ноября 2022        | Демократический фронт                                       | 2018 225,500 голосов (52.64 %) |
| 16 ноября 2022 | действующий    | Желько Комшич (1964—) хорв. Željko Komšić         | 2022 227,540 голосов (55.80 %) |                       | Демократический фронт                                       |                                |

### Энтитеты в составе Боснии и Герцеговины
5 октября 1996 года Республика Сербская (серб. Република Српска, босн. и хорв. Republika Srpska), провозглашённая 12 августа 1992 года, и Федерация Боснии и Герцеговины босн. и хорв. Federacija Bosne i Hercegovine, серб. Федерација Босне и Херцеговине), оформившаяся 31 мая 1994 года, были интегрирована как энтитеты в квази-федеративную Боснию и Герцеговину. 

#### Республика Сербская (с 1996)
Главой республики Республики Сербская (энтитет в составе Боснии и Герцеговины) является Президент (серб. Предсједник Републике Српске, босн. и хорв. Predsjednik Republike Srpske).
Верховный представитель по Боснии и Герцеговине (англ. High Representative for Bosnia and Herzegovina), обеспечивающий выполнение Дейтонских соглашений, полномочия которого были определены в 1997—1998 годах Советом по выполнению Мирного соглашения (англ. Peace Implementation Council), обладает правом отрешать от должности любое должностное лицо Боснии и Герцеговины, включая Президентов Республики Сербской, за деятельность, противоречащую мирному соглашению. Это право было использовано единожды: испанец Карлос Вестендорп Кабеза 5 марта 1999 года объявил об отрешении Николы Поплашена от должности Президента, что им было проигнорировано, после чего решение было исполнено принудительно 2 сентября 1999 года следующим Верховным представителем, австрийцем Вольфгангом Петричем, который затем до 16 декабря 2000 года не признавал вступление на пост избранного Президента Мирко Шаровича.
|         | Портрет                                    | Имя                                             | Начало полномочий | Конец полномочий | Партия                                          | Выборы |
| ------- | ------------------------------------------ | ----------------------------------------------- | ----------------- | ---------------- | ----------------------------------------------- | ------ |
| С3      |                                            | Биляна Плавшич (1930—) серб. Биљана Плавшић     | 5 октября 1996    | 4 ноября 1998    | Сербская демократическая партия                 | (1996) |
|         | Сербский народный союз Республики Сербской | Биляна Плавшич (1930—) серб. Биљана Плавшић     | 5 октября 1996    | 4 ноября 1998    |                                                 | (1996) |
| С4      |                                            | Никола Поплашен (1951—) серб. Никола Поплашен   | 4 ноября 1998     | 2 сентября 1999  | Сербская радикальная партия Республики Сербской | 1998   |
| и. о.   |                                            | Петар Джокич (1961—) серб. Петар Ђокић          | 2 сентября 1999   | 26 января 2000   | Социалистическая партия                         |        |
| С5      |                                            | Мирко Шарович (1956—) серб. Мирко Шаровић       | 26 января 2000    | 28 ноября 2002   | Сербская демократическая партия                 | 2000   |
| С6      |                                            | Драган Чавич (1958—) серб. Драган Чавић         | 28 ноября 2002    | 9 ноября 2006    | Сербская демократическая партия                 | 2002   |
| С7      |                                            | Милан Елич (1956—2007) серб. Милан Јелић        | 9 ноября 2006     | 30 сентября 2007 | Союз независимых социал-демократов              | 2006   |
| и. о.   |                                            | Игор Радоичич (1956—) серб. Игор Радојичић      | 9 октября 2007    | 28 декабря 2007  | Союз независимых социал-демократов              |        |
| С8      |                                            | Райко Кузманович (1931—) серб. Рајко Кузмановић | 28 декабря 2007   | 15 ноября 2010   | Союз независимых социал-демократов              | 2007   |
| С9      |                                            | Милорад Додик (1959—) серб. Милорад Додик       | 15 ноября 2010    | 19 ноября 2018   | Союз независимых социал-демократов              | 2010   |
| С9      | 2014                                       | Милорад Додик (1959—) серб. Милорад Додик       | 15 ноября 2010    | 19 ноября 2018   | Союз независимых социал-демократов              |        |
| С10     |                                            | Желька Цвиянович (1967—) серб. Жељка Цвијановић | 19 ноября 2018    | 15 ноября 2022   | Союз независимых социал-демократов              | 2018   |
| С9 (II) |                                            | Милорад Додик (1959—) серб. Милорад Додик       | 15 ноября 2022    | действующий      | Союз независимых социал-демократов              | 2022   |

#### Федерация Боснии и Герцеговины (с 1996)
Главой Федерации Боснии и Герцеговины является Президент (босн. и хорв. Predsjednik Federacije Bosne i Hercegovine). Его выборы представляют собой многоступенчатую парламентскую процедуру, включающую в себя избрание двух (до 2003 года одного) вице-президентов.
|         | Портрет                         | Имя                                                                              | Начало полномочий | Конец полномочий | Партия                                                      |
| ------- | ------------------------------- | -------------------------------------------------------------------------------- | ----------------- | ---------------- | ----------------------------------------------------------- |
| (Ф1)    |                                 | Крешимир Зубак (1947—) босн. и хорв. Krešimir Zubak                              | 5 октября 1996    | 18 марта 1997    | Хорватское демократическое содружество Боснии и Герцеговины |
| Ф2      |                                 | Владимир Шольич (1943—) босн. и хорв. Vladimir Šoljić                            | 18 марта 1997     | 29 декабря 1997  | Хорватское демократическое содружество Боснии и Герцеговины |
| Ф3 (I)  |                                 | Эюп Ганич (1946—) босн. и хорв. Ejup Ganić                                       | 29 декабря 1997   | 1 января 1999    | Партия демократического действия                            |
| Ф4 (I)  |                                 | Иво Андрич-Лужански (1956—) босн. и хорв. Ivo Andrić-Lužanski                    | 1 января 1999     | 1 января 2000    | Хорватское демократическое содружество Боснии и Герцеговины |
| Ф3 (II) |                                 | Эюп Ганич (1946—) босн. и хорв. Ejup Ganić                                       | 1 января 2000     | 1 января 2001    | Партия демократического действия                            |
|         | независимый                     | Эюп Ганич (1946—) босн. и хорв. Ejup Ganić                                       | 1 января 2000     | 1 января 2001    |                                                             |
| Ф4 (II) |                                 | Иво Андрич-Лужански (1956—) босн. и хорв. Ivo Andrić-Lužanski                    | 1 января 2001     | 28 февраля 2001  | Хорватское демократическое содружество Боснии и Герцеговины |
| Ф5      |                                 | Карло Филипович (1954—) босн. и хорв. Karlo Filipović                            | 28 февраля 2001   | 1 января 2002    | Социал-демократическая партия Боснии и Герцеговины          |
| Ф6      |                                 | Сафет Халилович (1951—2017) босн. и хорв. Safet Halilović                        | 1 января 2002     | 27 января 2003   | За Боснию и Герцеговину                                     |
| Ф7      |                                 | Нико Лозанчич (1957—) босн. и хорв. Niko Lozančić                                | 27 января 2003    | 22 февраля 2007  | Хорватское демократическое содружество Боснии и Герцеговины |
| Ф8      |                                 | Боряна Кришто (1961—) босн. и хорв. Borjana Krišto                               | 22 февраля 2007   | 17 марта 2011    | Хорватское демократическое содружество Боснии и Герцеговины |
| Ф9      |                                 | генерал-полковник (в отставке) Живко Будимир (1962—) босн. и хорв. Živko Budimir | 17 марта 2011     | 9 февраля 2015   | Хорватская партия права                                     |
|         | Партия справедливости и доверия | генерал-полковник (в отставке) Живко Будимир (1962—) босн. и хорв. Živko Budimir | 17 марта 2011     | 9 февраля 2015   |                                                             |
| Ф10     |                                 | Маринко Чавара (1967—) босн. и хорв. Marinko Čavara                              | 9 февраля 2015    | 28 февраля 2023  | Хорватское демократическое содружество Боснии и Герцеговины |
| Ф11     |                                 | Лидия Брадара (1971—) босн. и хорв. Lidija Bradara                               | 28 февраля 2023   | действующий      | Хорватское демократическое содружество Боснии и Герцеговины |